# Bibio
Bibio är ett stort släkte insekter bland tvåvingarna. Det ingår i familjen hårmyggor (Bibionidae) och fick sin vetenskapliga beskrivning år 1762 av den franske apotekaren och entomologen Étienne Louis Geoffroy (1725–1810). De är små till medelstora, kompakt byggda med en kroppslängd på 4 till 15 mm. Deras känselspröt är korta, och oftast inte längre än huvudet.

## Utbredning
De flesta arter i detta släkte förekommer i eller nära nära arktiska områden i den holarktiska regionen på norra halvklotet. Vissa arter är vanliga i de flesta europeiska länder, såsom till exempel Bibio pomonae och skogshårmygga (Bibio marci) som båda är reproducerande i Sverige.

## Arter i släktetBibio, i alfabetisk ordning
- Bibio abbreviatus
- Bibio ablusus
- Bibio acerbus
- Bibio acutifidis
- Bibio adjunctus
- Bibio aduncatus
- Bibio aequalis
- Bibio affiniproximus
- Bibio ainoi
- Bibio albipennis
- Bibio alexanderi
- Bibio alienus
- Bibio alpestris
- Bibio amnon
- Bibio amputonervis
- Bibio aneuretus
- Bibio anglicus
- Bibio anposis
- Bibio approximatus
- Bibio aquilus
- Bibio araeoceles
- Bibio articulatus
- Bibio atrigigas
- Bibio atripilosus
- Bibio autumnalis
- Bibio bacilliformis
- Bibio baishanzunus
- Bibio baltimoricus
- Bibio beameri
- Bibio beijingensis
- Bibio benesi
- Bibio bicolor
- Bibio biconcavus
- Bibio bidentata
- Bibio bimaculatus
- Bibio birudis
- Bibio borisi
- Bibio brachiatus
- Bibio brevicalcar
- Bibio breviceps
- Bibio brevicruris
- Bibio brevineurus
- Bibio brevipes
- Bibio brunetti
- Bibio brunnipes
- Bibio caffer
- Bibio carolinus
- Bibio carri
- Bibio castanipes
- Bibio caucasicus
- Bibio chelostylus
- Bibio chiapensis
- Bibio claviantenna
- Bibio cognatus
- Bibio collaripes
- Bibio columbiaensis
- Bibio consanguineus
- Bibio crassinodus
- Bibio crassipes
- Bibio criorhinus
- Bibio cuneatus
- Bibio curtipes
- Bibio dacunhai
- Bibio deceptus
- Bibio defectus
- Bibio depressus
- Bibio dipetalus
- Bibio discalis
- Bibio dispar
- Bibio dolichotarsus
- Bibio dorsalis
- Bibio echinulatus
- Bibio edwardsi
- Bibio elmoi
- Bibio emphysetarsus
- Bibio femoralis
- Bibio femoraspinatus
- Bibio femoratus
- Bibio ferruginatus
- Bibio flavicans
- Bibio flavihalter
- Bibio flavipilosus
- Bibio flavissimus
- Bibio flavitarsalis
- Bibio flavohirta
- Bibio fluginatus
- Bibio flukei
- Bibio formosanus
- Bibio fraternus
- Bibio fuligineus
- Bibio fulvicollis – Svartbent hårmygga[2]
- Bibio fulvicrus
- Bibio fulvipes
- Bibio fulviventris
- Bibio fumipennis
- Bibio funiuanus
- Bibio furcillatus
- Bibio fuscitibia
- Bibio fuscopiceous
- Bibio fusiformis
- Bibio gangliiger
- Bibio generi
- Bibio gracilipalpis
- Bibio graecus
- Bibio gutianshanus
- Bibio hainanus
- Bibio handlirschi
- Bibio hebeiensis
- Bibio hennigi
- Bibio holomaurus
- Bibio holtii
- Bibio hordeiphagus
- Bibio hortulanoides
- Bibio hortulanus – Trädgårdshårmygga[2]
- Bibio hyalipterus
- Bibio illaudatus
- Bibio imitator
- Bibio imparilis
- Bibio intermedius
- Bibio iwasugensis
- Bibio japonica
- Bibio jilinensis
- Bibio jinggangensis
- Bibio johannis
- Bibio kansensis
- Bibio kenyaensis
- Bibio knowltoni
- Bibio labradorensis
- Bibio lanigerus
- Bibio latifasciatus
- Bibio laufferi
- Bibio lautaretensis
- Bibio lepidus'
- Bibio leucopterus – Mjölkvingad hårmygga[2]
- Bibio liratus
- Bibio lividus
- Bibio lobatus
- Bibio longifrons
- Bibio longipalpus
- Bibio longipes
- Bibio longirostris
- Bibio macer
- Bibio marci – Skogshårmygga[2]
- Bibio matsumurai
- Bibio medianus
- Bibio melanogaster
- Bibio melanonotalus
- Bibio melanopilosus
- Bibio metaclavipes
- Bibio mickeli
- Bibio minimus
- Bibio minusculus
- Bibio monstri
- Bibio montanus
- Bibio necotus
- Bibio nepalensis
- Bibio nigerrimus
- Bibio nigriclavipes
- Bibio nigrifemoratus
- Bibio nigripennis
- Bibio nigripilus
- Bibio nigritus
- Bibio nigriventris
- Bibio nigropilosus
- Bibio nigrostigma
- Bibio nudioculatus
- Bibio obediens
- Bibio obuncus
- Bibio ochrostigmatus
- Bibio omani
- Bibio oreonanus
- Bibio painteri
- Bibio pallidohirtus
- Bibio pallipes
- Bibio parvispinalis
- Bibio parvus
- Bibio peruvianus
- Bibio petilitarsalis
- Bibio piceus
- Bibio picinitarsis
- Bibio pingreensis
- Bibio plecioides
- Bibio pomonae
- Bibio proximus
- Bibio pruinosus
- Bibio pseudoclavipes
- Bibio pyrrhonotus
- Bibio reticulatus
- Bibio rubicundus
- Bibio rufalipes
- Bibio rufifemur
- Bibio rufipes
- Bibio rufithorax
- Bibio rufitibialis
- Bibio rufiventris
- Bibio ryukyuensis
- Bibio scaber
- Bibio scaurus
- Bibio sericatus
- Bibio shaanxiensis
- Bibio siculus
- Bibio siebkei
- Bibio sierrae
- Bibio sillemi
- Bibio similis
- Bibio simulans
- Bibio sinensis
- Bibio singularis
- Bibio slossonae
- Bibio striatipes
- Bibio subaequalis
- Bibio subrotundus
- Bibio sumatranus
- Bibio superfluus
- Bibio tenebrosus
- Bibio teneus
- Bibio thoracicus
- Bibio tianmuanus
- Bibio totonigrum
- Bibio townesi
- Bibio trifasciatus
- Bibio tristis
- Bibio turcmenicus
- Bibio turneri
- Bibio upembensis
- Bibio utahensis
- Bibio variicolor
- Bibio varipes
- Bibio velcidus
- Bibio velorum
- Bibio venosus – Smalbent hårmygga[2]
- Bibio vicinus
- Bibio villosa
- Bibio villosus
- Bibio wulpi
- Bibio wuxianus
- Bibio xanthopus
- Bibio xeronastes
- Bibio xingshanus
- Bibio xizangensis
- Bibio xuthopteron
- Bibio yuanus
- Bibio zhaoi